# Kader Abubakar
Kader Oyewale Abubakar (* 28. September 1999 in Yopougon, Elfenbeinküste) ist ein ivorischer Fussballtorhüter.

## Karriere
Abubakar spielte in der Schweiz zuerst für Dübendorf in der 2. Liga interregional, wechselte zum FC Dietikon und später zu Blue Stars, die alle in der gleichen Liga spielten. 2019 wechselte er in die zweite Mannschaft der Grasshoppers, bei denen er keinen Pflichtspieleinsatz absolvierte. 2020 wechselte er zum FC Wil. Aufgrund der Verletzung von Philipp Köhn kam Abubakar zu zwei Einsätzen beim FC Wil. Im Mai 2022 wurde bekannt, dass Abubakar den Verein verlassen werde. Im Januar 2023 schloss er sich dem FC Schaffhausen an, bei welchem er bereits seit August trainiert hatte. 2023 wechselte er zu YF Juventus nach Zürich, blieb dort aber ohne Einsatz. Zur Rückrunde 2023/24 kehrte er zum FC Dietikon zurück, wo er erstmals wieder Stammtorhüter war. Im August 2024 wechselte er zum FC Baden in die dritthöchste Promotion League, wo er bisher zu keinem Einsatz kam.